# Español como segunda lengua

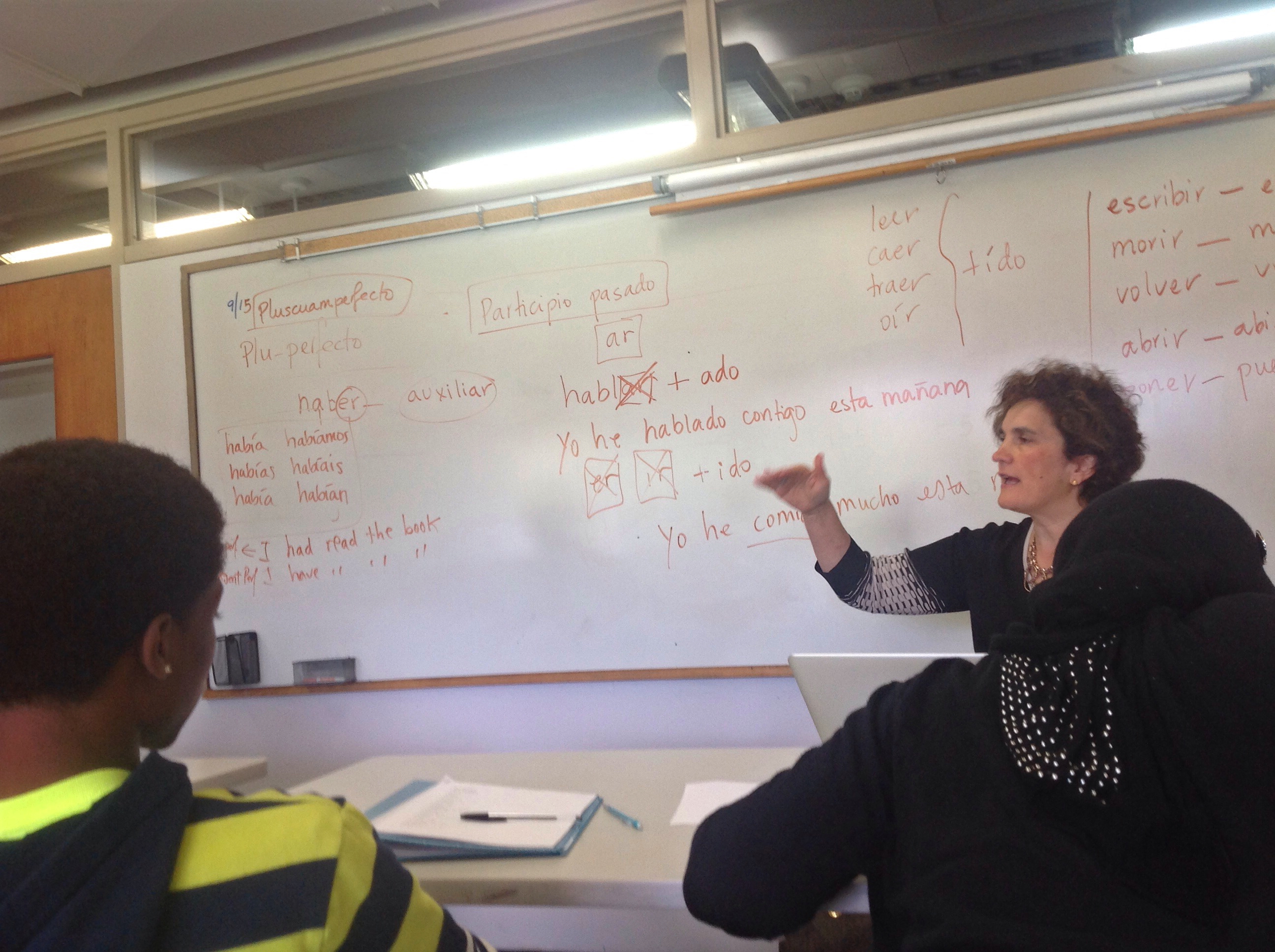
Español enseñado como segundo idioma a una clase de hablantes nativos de inglés en una escuela privada en Massachusetts, Estados Unidos.

El español como segunda lengua o, más corrientemente, Español como Lengua Extranjera (ELE) es una materia que consiste en enseñar el español a alumnos que tienen una lengua distinta como materna, en especial inmigrantes, turistas, indígenas, refugiados y cualquier otra persona que tenga que aprenderla por motivos de trabajo, negocios, diplomacia o curiosidad cultural. Actualmente, el número de estudiantes de español como lengua extranjera en el mundo se acerca a los veinte millones.

## Español como segunda lengua por país

### En Argentina
Con el propósito de contribuir a una política lingüística y educativa regional que promueve la valoración de la diversidad y reconoce la importancia de los códigos interculturales, un grupo de universidades nacionales decidió, en 2004, articular sus esfuerzos mediante la creación de un consorcio interuniversitario orientado a la enseñanza, evaluación y certificación del Español como Lengua Segunda y Extranjera (ELSE). 
En octubre de 2001 el Ministerio de Educación, Ciencia y Tecnología, y el Ministerio de Relaciones Exteriores, Comercio Internacional y Culto de la República Argentina aprobaron los lineamientos para la evaluación de conocimiento y uso del español como lengua segunda y extranjera en Argentina (Resoluciones 919 del MECyT y 3164 MRREECIyC), reconociendo en esta acción el papel de las universidades para desarrollar la evaluación. 
En junio de 2004, tres universidades nacionales, las de Buenos Aires (UBA), Litoral (UNL) y Córdoba (UNC), convocadas por el Ministerio de Educación, se integraron en un consorcio con el fin de diseñar e implementar el primer examen oficial de dominio del español como lengua extranjera. El Examen CELU fue aprobado por Resolución 28, en enero de 2005.

#### Certificado de Español Lengua y Uso
Argentina cuenta con una certificación de español de validez internacional: Certificado de Español: Lengua y Uso (CELU). Es un certificado de dominio del español como lengua extranjera que pueden obtener todos los extranjeros cuya primera lengua no sea el español y que quieran validar su capacidad de usar este idioma como lengua segunda para ámbitos de trabajo y de estudio. El CELU es el único examen reconocido oficialmente por el Ministerio de Educación y el Ministerio de Relaciones Exteriores y Culto de la República Argentina. 
Cualquier hablante que pueda usar el español de una manera efectiva a fin de interactuar con otros en una comunidad de habla puede rendir el CELU, independientemente del curso o método que hayan elegido para estudiar la lengua.

### En España
Español como Lengua Extranjera, o ELE, es el nombre que reciben los estudios de español para extranjeros, desarrollados e impartidos por diferentes centros educativos especializados en la enseñanza de español, las Escuelas Oficiales de Idiomas, el Instituto Cervantes y sus Centros Acreditados. 
Existen respectivas certificaciones de acuerdo con estos estudios, así las Escuelas Oficiales de Idiomas otorgan certificados de niveles básico, intermedio y avanzado. Por su parte, el Instituto Cervantes ofrece un diploma que acredita los conocimientos de español asimilados en ellos, y que recibe el nombre de Diploma del Español como Lengua Extranjera (DELE).

### En Colombia
- Escuela Hablamos Español - EHE

### En Perú
Los niños que tienen como lengua materna una lengua originaria, como el quechua, aimara, entre otros, tienen derecho a una educación intercultural bilingüe. Este método de enseñanza es promovido por el Ministerio de Educación.

## Currículo aplicado a la enseñanza de ELE[3]
El aprendizaje de español como segunda lengua o ELE, ha tomado bastante fuerza los últimos años, debido a que cada día incrementa notablemente el número de personas interesadas en interactuar o tener algún tipo de contacto ya sea profesional o turístico con países de habla hispana, lo que ha hecho que sean reconsideradas las estrategias de aprendizaje tradicionales con el fin de que se logre una apropiación de este lenguaje en poco tiempo, pero con los mejores resultados.
El currículo tradicional de ELE, tiene en gran medida la estrategia de fundamentación gramatical del español y en una mínima la pragmática que requiere esta misma, puesto a que educa sobre cómo formular el acto de habla y no ¿cuándo? o ¿por qué?
Debido a esto en la implementación de un nuevo currículo debe darle mayor protagonismo a la pragmática; la cual se refiere al comportamiento de los signos utilizados en la interacción comunicativa, es decir, aprender a partir del uso de las competencias aprendidas en un factor real. En el método tradicional se exponían los escenarios de forma que se mecanizaba el aprendizaje del vocabulario, pero no se enseñaba que acto de habla corresponde o como interactuar en escenario tangible; un ejemplo es la manera como se enseña sobre un restaurante, se aprende las partes que lo componen, los alimentos, quienes trabajan allí pero no presenta como actuar en dicha situación. Hay una mesa junto a una silla y un mesero presto a atender a los comensales; pero ¿cómo interactúa el hablante con esos objetos y personas en un escenario real?
Es de tener en cuenta que la pragmática no solo debe ser expuestas a escenarios reales sino también a contextos reales por tal razón pueden ser utilizadas diferentes herramientas de uso cotidiano o fácil acceso.

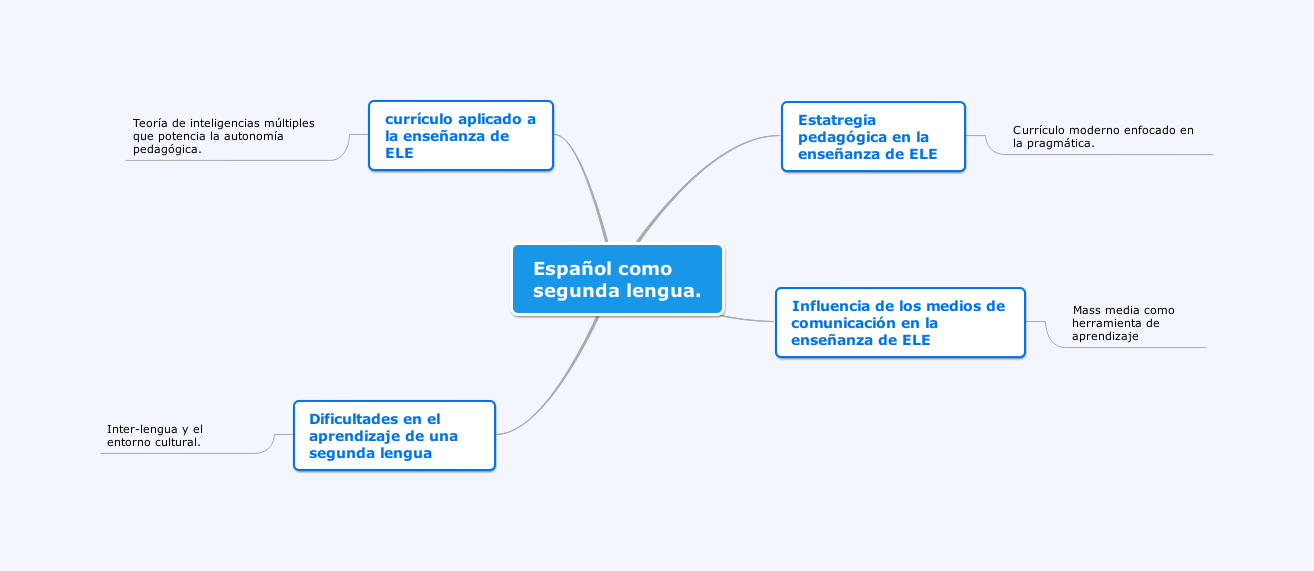
Mapa conceptual sobre español como segunda lengua.

## Estrategia pedagógica en la enseñanza de ELE[4]
El currículo moderno de la enseñanza de español como segunda lengua, va orientado a que este sea un aprendizaje aterrizado a contextos y situaciones reales que a su vez resulta ser un aprendizaje autónomo. Muchas teorías pedagógicas dan posibles soluciones para que estos factores se cumplen, pero la más asertiva para asegurar óptimos resultados es quizás la teoría de las inteligencias múltiples propuesta por Gardner que ajustado al currículo actual en la enseñanza de Ele, plantea la autonomía de adquisición o apropiación del conocimiento por parte del estudiante de acuerdo a sus capacidades. Para ampliar la información consultar el siguiente enlace.
Según esta teoría, el educador cumple un rol importante como guía y no como el centro del proceso pedagógico (como proponía el currículo tradicional) ya que es el educador quien establece el tema a enseñar y a su vez debe brindar diferentes opciones de práctica que se ajuste a los diferentes tipos de inteligencia; de tal manera que el alumno tenga la posibilidad de escoger de qué forma quiere poner en práctica los conocimientos adquiridos de acuerdo a sus habilidades y así al final el educador propone un análisis reflexivo sobre el conocimiento adquirido que puede ser de forma individual o grupal de acuerdo a lo planteado por cada plan curricular.

## Medios de comunicación en el aprendizaje de ELE[5]
En la actualidad los medios de comunicación trascienden como una herramienta fundamental para la enseñanza de una cultura favoreciendo así el aprendizaje de una lengua extranjera (se haga de manera directa o no). El español es una de las lenguas con mayor número de hablantes y con mayor difusión geográfica; durante los últimos años, ha ganado gran importancia en países de habla no hispana. Es por ello, que los medios de comunicación desempeñan un importante papel en su trasmisión, debido a que son facilitadores tanto de la cultura oral como de la escrita; estos ponen en marcha patrones lingüísticos y formas de vida, que conectan al aprendiz con la realidad inmediata del hablante nativo. Existen programas de radio, televisión y prensa que han establecido un español básico, neutro con el fin de lograr una homogeneidad y unificación de la lengua hispana para favorecer una mejor comprensión de esta. Un ejemplo claro es la creación de la National Association of Hispanic Journalists (NAHJ), en la que se agrupan los principales diarios, radios y televisiones en español. De igual forma es sabido que en california se publican más de 40 periódicos y se gestiona 4 emisoras y 10 cadenas de televisión.

## Dificultades en el aprendizaje de una segunda lengua[6]
El aprendizaje de una segunda lengua trae consigo ciertas dificultades, estas parten desde el plano lingüístico y se acentúan en un aspecto específico conocido como interlengua Archivado el 8 de abril de 2016 en Wayback Machine. en la que el aprendiz se sitúa desde su lengua nativa, las estructuras lingüísticas que conoce de su primera lengua para conseguir el dominio de la segunda. Sin embargo, es probable que a través de este proceso, los errores que posee en su lengua nativa se instalen de forma parecida en la lengua extranjera; sucede principalmente porque se parte desde la facultad innata que se posee del lenguaje para formular hipótesis sobre la construcción del sistema de lengua que se desea aprender basado en lo que ya se conoce, y si existen fallas estas se instauran.
El medio familiar puede a su vez convertirse en un aspecto relevante durante el proceso de aprendizaje de una segundad lengua, teniendo en cuenta los factores que podrían manipular la adquisición adecuada de la misma, como el entorno cultural en el que se desenvuelva la familia y el nivel de dominio tanto de la lengua extrajera como de la lengua nativa por parte de este núcleo familiar.